# Xeromunda candiota
Xeromunda candiota е вид охлюв от семейство Hygromiidae. Видът не е застрашен от изчезване.

## Разпространение
Разпространен е в Гърция, Кипър, Ливан и Сирия.